# Sawity
Sawity – osada w Polsce położona w województwie warmińsko-mazurskim, w powiecie braniewskim, w gminie Pieniężno. Przed 1945 rokiem nosiła nazwę Engelswalde.
W latach 1975–1998 miejscowość administracyjnie należała do województwa elbląskiego. Osada znajduje się w historycznym regionie Warmia.